# Above the Weeping World
Above The Weeping World is het derde album van de Finse melodieuze deathmetalband Insomnium. Het album verscheen op 9 augustus 2006 bij Candlelight Records. In de eerste week behaalde het album de negende positie in de Finse albumhitlijsten.
Veel van de teksten op het album zijn beïnvloed door dichters als Hölderlin, Edgar Allan Poe en Eino Leino.

## Nummers
| 1.                 | The Gale               | Ville Friman           | 2:41  |
| 2.                 | Mortal Share           | Friman, Niilo Sevänen  | 4:00  |
| 3.                 | Drawn to Black         | Friman, Sevänen        | 6:00  |
| 4.                 | Change of Heart        | Friman, Sevänen        | 4:31  |
| 5.                 | At the Gates of Sleep  | Sevänen                | 7:05  |
| 6.                 | The Killjoy            | Friman, Sevänen        | 5:23  |
| 7.                 | Last Statement         | Sevänen                | 7:32  |
| 8.                 | Devoid of Caring       | Friman, Ville Vänni    | 5:40  |
| 9.                 | In the Groves of Death | Friman, Sevänen, Vänni | 10:08 |
| Totale duur: 53:00 |                        |                        |       |

| Nr. | Titel                   | Duur |
| --- | ----------------------- | ---- |
| 10. | Vicious Circle Complete | 5:12 |
| 11. | Unmourned               | 4:49 |
| 12. | Numen Divinum           | 5:30 |